# Krzysztof Stanisław Zawisza

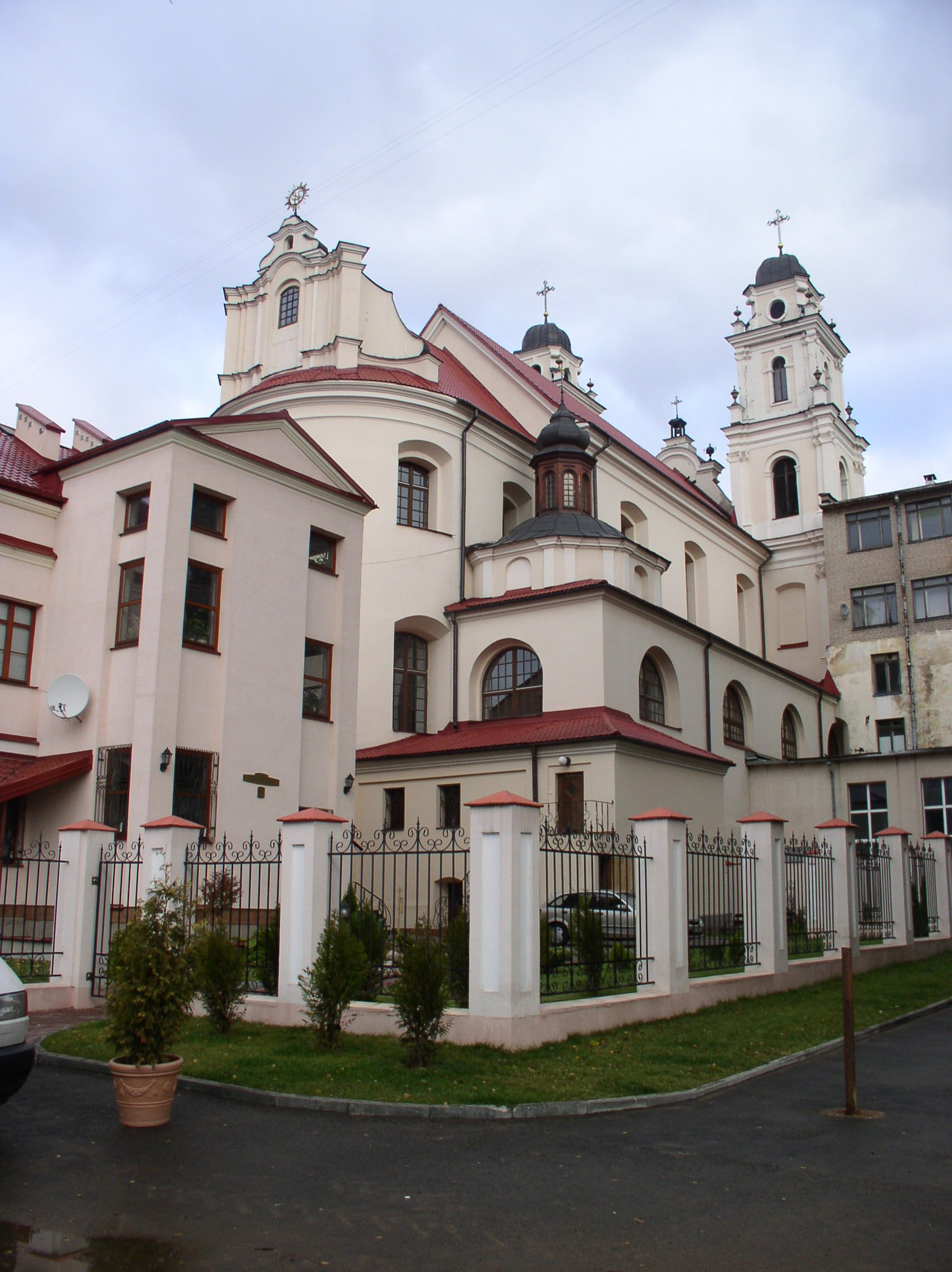
Kościół jezuitów w Mińsku - miejsce pochowania Krzysztofa Zawiszy

Krzysztof Stanisław Kieżgajło Zawisza herbu Łabędź (ur. 20 kwietnia 1660, zm. 15 sierpnia 1721 w  Berdyczowie) – nominat wojewoda miński (1720), marszałek Trybunału Głównego Wielkiego Księstwa Litewskiego (1710), starosta brasławski, czeczerski, doliński i miński, pamiętnikarz, polityk i żołnierz.  

## Życiorys
Podróżował do Moskwy i Włoch.
Uczestniczył w zawarciu traktatu z Rosją w 1686. Pod Janem III walczył z Turkami. Poseł sejmiku egzulanckiego smoleńskiego w Wilnie na sejm 1699 roku.
Poseł sejmiku mińskiego na sejm konwokacyjny 1696 roku. Poseł miński na sejm koronacyjny 1697 roku i sejm pacyfikacyjny 1698 roku. Poseł wiłkomierski na sejm zwyczajny pacyfikacyjny 1699 roku.
Marszałek sejmów: koronacyjnego w Krakowie (17 września – 1 października 1697), pacyfikacyjnego w Warszawie (16 – 28 kwietnia 1698), zwyczajnego w Grodnie (3 października – 14 listopada 1718), zwyczajnych w Warszawie (30 grudnia 1719 – 22 lutego 1720) i zwyczajnego w Warszawie (30 września – 11 listopada 1720).
W 1704 roku jako marszałek konfederacji Księstwa Żmudzkiego podpisał pacta conventa Stanisława Leszczyńskiego. Poseł miński na sejm nadzwyczajny 1712 roku. W 1718 roku był posłem na sejm z województwa mińskiego.
Na sejmie 1718 stanął po stronie zwolenników ograniczenia prerogatyw hetmańskich i jako marszałek izby przeprowadził odpowiednie uchwały.
Poeta i pisarz polityczny, autor obszernych „Pamiętników Krzysztofa Zawiszy wojewody mińskiego (1666–1721)”, wyd. w Warszawie w 1862.
Podpisał traktat warszawski 1716 roku w imieniu konfederacji tarnogrodzkiej i skonfederowanych wojsk koronnych. Był posłem powiatu brasławskiego na sejm 1720 roku.
Zmarł w Berdyczowie w 1721 roku, w połowie sierpnia przywieziono jego ciało do kościoła jezuickiego w Ostrogu, gdzie spoczywało do 10 lutego 1722 roku, po czym zawieziono je do Mińska, gdzie pochowano je w ufundowanej przez zmarłego kaplicy św. Felicjana przy kościele jezuitów. Wojewoda kazał ubrać się do trumny w suknię jezuicką.